# 王佳敏
王佳敏（1957年—），苗族，中华人民共和国政治人物、第十一届全国政协委员。
担任云南省红河州歌舞团团长。2008年，当选第十一届全国政协委员，代表少数民族界，分入第五十组。